# Evald Björnberg
Evald Jacob Fredrik Björnberg, född 11 oktober 1895 i Göteborg, död 1971, var en svensk konstnär som var verksam som målare och tecknare. Han räknas som en av Göteborgskoloristerna.
Evald Björnberg, som tillhörde adliga ätten Björnberg, var son till en sjökapten och växte upp i Göteborg. Efter realexamen och handelsutbildning studerade han vid Konstakademien i Stockholm 1921 och därefter vid Kunstgewerbeschule i Dresden 1922–1923 och för André Lhote i Paris 1924–1925. Utan att ha varit elev till Tor Bjurström räknas han med bland Göteborgskoloristerna, bland vilka han 1936 ställde ut tillsammans med Ragnar Sandberg och Ivan Ivarsson. Från 1937 bodde han i Stockholm men tillbringade somrarna på Klöverön vid Marstrand, där han hade en ateljé. Han var i sitt andra äktenskap gift med konstnären Gerd Ulfström-Björnberg (1909–1991) och var även verksam tillsammans med henne i Frankrike, där de hade ett andra hem i Menton.
Evald Björnberg är representerad på Moderna museet, Nationalmuseum i Stockholm, på Göteborgs konstmuseum, samt på Institut Tessin i Paris.